# Ken'ichi Kaga
Ken'ichi Kaga (加賀 健一?, Kaga Ken'ichi; Katagami, 30 settembre 1983) è un ex calciatore giapponese, di ruolo difensore.

## Palmarès

### Club

#### Competizioni nazionali
- Coppa J. League: 2

Júbilo Iwata: 2010
Urawa Red Diamonds: 2016
- J3 League: 1

Blaublitz Akita: 2020

#### Competizioni internazionali
- Coppa Suruga Bank: 1

Júbilo Iwata: 2011